# Xã Becker, Quận Sherburne, Minnesota
Xã Becker (tiếng Anh: Becker Township) là một xã thuộc quận Sherburne, tiểu bang Minnesota, Hoa Kỳ. Năm 2010, dân số của xã này là 4.842 người.